# El orden divino
El orden divino (en alemán: Die göttliche Ordnung) es una película de comedia dramática suiza de 2017 dirigida por Petra Volpe. Fue seleccionada como la entrada suiza a la Mejor Película en Lengua Extranjera en la 90.ª edición de los Premios Óscar, pero no fue nominada. La película se centra en Nora Ruckstuhl, ama de casa y madre en un pequeño pueblo. Aboga públicamente por el sufragio femenino en Suiza para ser votado en un referéndum de 1971.

## Argumento
A principios de la década de 1970, mientras el poder negro, la liberación de la mujer y la revolución sexual se apoderaban de Estados Unidos, Nora Ruckstuhl es un ama de casa que vive en un pequeño pueblo agrícola suizo donde vive con su esposo, Hans, sus dos hijos y su suegro. Cuando Nora sugiere que le gustaría volver a trabajar porque está aburrida de las tareas del hogar, su esposo sugiere que tengan otro hijo.
La sobrina de Nora, Hanna, está abatida después de que su madre le prohíbe ver a su novio mucho mayor. Ella convence a Nora para que la deje verlo por última vez, pero cuando llegan a la ciudad, Hanna se escapa con su novio. Mientras deambula por el centro de la ciudad, Nora se encuentra con algunas mujeres que se manifiestan por el sufragio femenino. Admitiendo a regañadientes que está a favor del derecho al voto de las mujeres, le dan volantes y material de lectura, incluido La mística de la feminidad de Betty Friedan.
Nora continúa insistiendo en el tema de querer trabajar, pero su esposo lo rechaza con más fuerza. También se entera de que Hanna ha sido detenida en Zúrich y su padre permitió que la internaran en un centro de detención de menores. Envalentonada por estos dos eventos, Nora declara públicamente que está a favor del sufragio femenino en una reunión en su club de mujeres. Su declaración llama la atención de Vroni, una mujer mayor que asegura que siempre estuvo a favor del sufragio femenino. Vroni insiste en que los dos realicen un evento para mostrar su apoyo al sufragio femenino. Como su esposo está fuera sirviendo en el ejército durante dos semanas, Nora acepta a regañadientes.
Mientras recuerda el pub que tenía antes de que su esposo perdiera todo su dinero, Vroni se encuentra con Graziella, una mujer italiana que planea convertir el pub en una pizzería. Graziella apoya su causa y se une a ellos. También se les une Theresa, la cuñada de Nora, quien se enfada cuando Hanna es expulsada del centro de detención juvenil y llevada a una prisión para mujeres. Cuando Hanna le dice que se avergüenza de ella, Theresa decide unirse a Nora con la esperanza de que si obtiene el derecho a votar también podrá liberar a su hija.
Theresa, Nora y Vroni van a la ciudad donde terminan participando en una protesta por los derechos de la mujer y en una clínica sobre abrazar el yonic donde Nora se da cuenta de que nunca ha tenido un orgasmo. Envalentonada por las lecciones que ha aprendido, Nora regresa a su aldea donde da un discurso para promover el derecho al voto de las mujeres. Es un fracaso, ya que solo Nora y Vroni admiten públicamente que apoyan la causa, mientras que otros hombres, incluido el esposo de Nora, Hans, que regresó del servicio militar, están demasiado avergonzados para apoyar públicamente a las mujeres, a pesar de hacerlo en privado.
Nora se siente derrotada por la falta de apoyo público, pero Graziella sugiere que las mujeres del pueblo se declaren en huelga. Mientras que los hombres deben valerse por sí mismos y por sus hijos, las mujeres acampan en el restaurante de Graziella. Hans está enojado porque Nora lo ha dejado, pero comienza a valerse por sí mismo, cocinando y limpiando lo que ensucian sus dos hijos y su padre. Recibe la visita de un grupo de hombres que le piden que le diga a Nora que se detenga, pero él se niega y les dice que deben arreglar las cosas con sus esposas. En cambio, varios de los hombres irrumpieron en el restaurante y arrastraron a sus esposas a casa por la fuerza. Cuando se van, Vroni se enoja y les grita, lo que le provoca un infarto y muere.
Tras la muerte de Vroni el resto de mujeres abandonan el restaurante de Graziella y regresan a casa excepto Teresa que decide divorciarse de su marido e irse a vivir con una prima suya. Las cosas entre Nora y Hans están tensas, pero Nora va al funeral de Vroni con su familia. Cuando el sacerdote dice que Vroni era una mujer modesta que estaba satisfecha con la vida, Nora lo corrige públicamente y ella y Hans se reconcilian.
Se realiza el referéndum para otorgar a las mujeres el derecho al voto. Las mujeres ganan el derecho al voto con una pequeña mayoría votando a favor de las mujeres, incluso en el pueblo de Nora. Teresa logra liberar a Hanna, quien perdona a su madre pero, sin embargo, se va a vivir con su novio. Los hijos de Nora aprenden a cuidarse mejor y Nora y Hans experimentan su propia revolución sexual en el dormitorio con Hans finalmente aprendiendo cómo complacer sexualmente a Nora.

## Reparto
- Marie Leuenberger como Nora Ruckstuhl
- Maximiliano Simonischek como Hans Ruckstuhl
- Rachel Braunschweig como Teresa
- Sibylle Brunner como Vroni
- Marta Zoffoli como Graziella
- Bettina Stucky como Magda

## Recepción
En el agregador de reseñas Rotten Tomatoes, la película tiene un índice de aprobación del 83% basado en 46 reseñas, con una calificación promedio ponderada de 6.6/10. El consenso crítico del sitio web dice: "El simpático elenco transmite El orden divino, una película que complacerá a la multitud y ofrece un relato conmovedor, aunque superficial, del movimiento sufragista femenino suizo". En Metacritic, la película tiene una puntuación media ponderada de 67 sobre 100, basada en 16 críticos, lo que indica "críticas generalmente favorables".

### Reconocimientos
El orden divino ganó el premio al Mejor Cine Global en el Festival Internacional de Cine de San Diego en 2017.